# Symphonity
Symphonity je symphonic-power metalová skupina původem z České republiky. Její oficiální vznik se datuje k roku 2007. Za dobu své existence vydala doposud celkem tři studiová alba. Debutové album s názvem Voice from the Silence vyšlo roku 2008, druhá deska s názvem King of Persia byla vydána roku 2016. Třetí koncepční album Marco Polo: The Metal Soundtrack spatřilo světlo světa v květnu 2022. Všechna alba vyšla pod vydavatelstvím Limb Music Products, v Japonsku pak pod vydavatelstvím Marquee Inc./Avalon.

## Historie
Historie skupiny sahá až do roku 1994, kdy kytarista Libor Křivák a bubeník Tomáš Sucháček založili kapelu Otter, posléze přejmenovanou na Nemesis. Pod tímto názvem skupina vydala na jaře roku 2003 u italského vydavatelství Underground Symphony a následně v japonské licenci u společnosti Hot Rockin' své debutové album s názvem Goddess Of Revenge. Album nazpíval Vilém Majtner a sestavu zkompletovali příchozí klávesista Ivo Hofmann a basák Tomáš Čelechovský. V tomto složení skupina začala koncertovat a absolvovala i několik zahraničních vystoupení.
Na jaře roku 2005 opustil kapelu její spoluzakladatel Tomáš Sucháček a na bubenickou stoličku usedl Martin „Marthus” Škaroupka (dnes Cradle of Filth, ex-Masterplan). Během přípravy materiálu na nové album kapela změnila definitivně jméno na Symphonity a angažovala německého zpěváka Olafa Hayera (Dionysus, Luca Turilli). S albem Voice From The Silence přešla  Symphonity k německému vydavatelství Limb Music Products a v Japonsku deska vyšla u vydavatelství Marquee Inc. / Avalon. V nové sestavě odehráli vystoupení na velkých festivalech v České republice (Masters of Rock, Benátská noc, BasinFireFest, Zimní Masters of Rock atd.). Poté, co Martin „Marthus” Škaroupka nastoupil do anglických Cradle of Filth, kapela odehrála některé koncerty s německým bubeníkem Mathiasem Biehlem, ale na poslední koncerty k albu se opět vrátil jako bubeník Marthus.
V červnu roku 2012 náhle zemřel baskytarista Tomáš Čelechovský na rakovinu a příprava nové desky nabrala zpoždění. Do Gate studia v německém Wolfsburgu odjeli Martin s Liborem nahrávat bicí až v září roku 2013. Uvolněný post basáka obsadil Ronnie König (Signum Regis) a k mikrofonu se po bok Olafa postavil i Herbie Langhans (Sinbreed, Avantasia), který si již na minulém albu vystřihl duet s Olafem v coververzi Anyplace, Anywhere, Anytime od německé zpěvačky Nena a Kim Wilde. Nové album King of Persia vyšlo 23. září 2016 opět u německého vydavatelství Limb Music a Marquee Inc. / Avalon v Japonsku. Toto dlouho očekávané album nebylo následováno turné ani vystoupeními na festivalech, a tak se kytarista a hlavní skladatel Libor Křivák rozhodl pro radikální změny v sestavě, aby byla kapela opět schopná koncertovat.
Na konci roku 2018 Symphonity ohlásila zbrusu novou sestavu. K mikrofonu se postavil italský zpěvák Antonio Abate (Perseus), na bubenickou stoličku usedl Radim Večeřa (Dream Patrol) a novým basákem se stal Tomáš Sklenář. V březnu 2019 sestavu rozšířil druhý zpěvák Mayo Petranin (ex-Signum Regis), který nahradil Herbieho Langhanse. První vystoupení v nové sestavě kapela absolvovala na německé půdě. Na Power Metal Festivalu ve Freisingu bylo vůbec poprvé možné slyšet skladby z alba King of Persia naživo.
Na konci listopadu 2019 kapela vydala nový singl Marco Polo (part 2) – Crimson Silk a zároveň k němu uvolnila i videoklip. Následně v únoru a březnu 2020 absolvovala evropské turné s italskými Rhapsody of Fire. Poslední koncerty turné byly odloženy kvůli situaci v Evropě v souvislosti s šířením covidu-19.
29. května 2020 vyšel další singl Marco Polo – Dreaming of Home spolu s novým videoklipem. Italský zpěvák Antonio Abate byl nahrazen Ukrajincem Konstantinem Naumenkem (Sunrise).

## Diskografie

### Studiová alba
- Voice from the Silence (2008)
- King of Persia (2016)
- Marco Polo: The Metal Soundtrack (2022)

### Singly a EP
- Marco Polo (part 2) – Crimson Silk (2019)
- Marco Polo – Dreaming of Home (2020)